# 5,56 mm kbs wz.96 Beryl
5,56 mm kbks wz.96 Beryl (пол. Karabinek Szturmowy wz.96 Beryl — 5,56-мм штурмовой карабин Beryl обр. 1996 г.) — польский автомат.

## История
После прекращения действия Варшавского договора Польша переориентировалась в своей внешней политике на страны НАТО, следствием чего стала необходимость перехода на оружие под стандартные патроны данного блока. Поскольку в стране имелись предприятия, производящие различные модификации автомата Калашникова, было решено не закупать оружие у других стран, а соответствующим образом модифицировать собственные образцы, тем более, что уже имелся опыт по производству оружия под патрон 5,56 мм НАТО: в 1991 году для продажи на экспорт были выпущены Kbk wz.90 Tantal и Skbk wz.91 Onyks — 5,56-мм варианты Kbk wz 88 Tantal и Skbk wz.89 Onyks соответственно.
Работы по модернизации проводились конструкторами Варшавского военного института техники и вооружения, в результате в 1996 году появились Karabinek Szturmowy wz.96 Beryl и Subkarabinek wz.96 Mini Beryl (укороченный вариант). После испытаний и внесения некоторых изменений в конструкцию в 1998 году автоматы были приняты на вооружение Польши.
По результатам боевого применения автоматов в Ираке и Афганистане автоматы были модифицированы. Обновлённый вариант Beryl появился в 2007 году.

## Описание

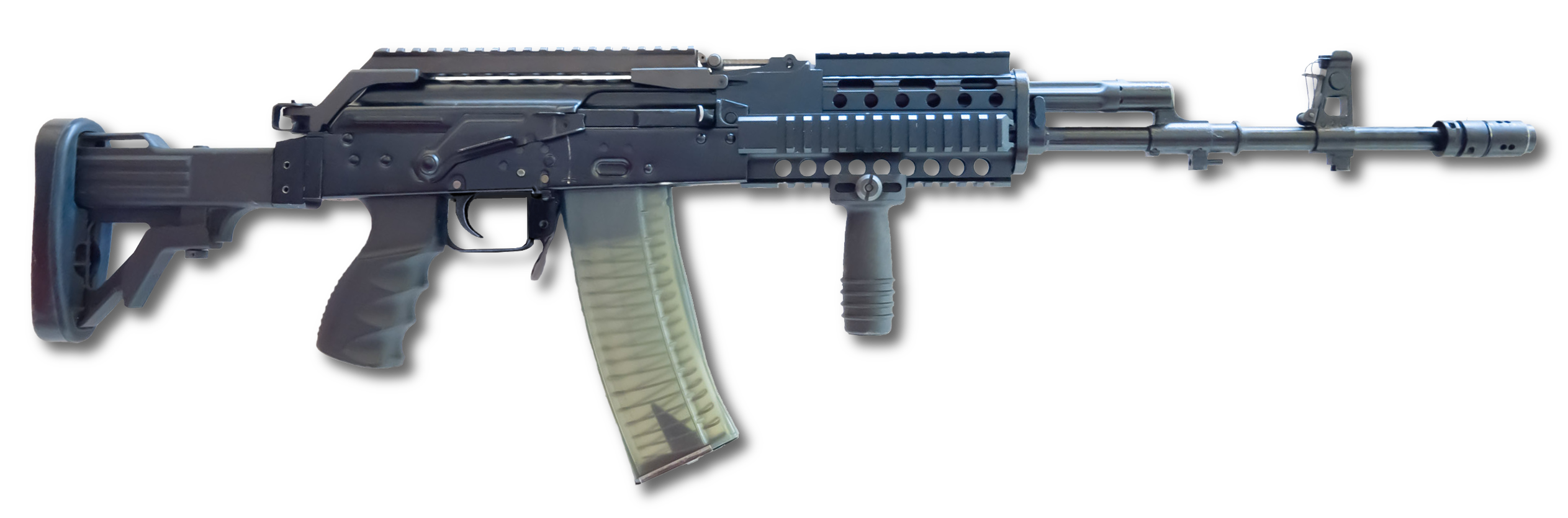
Версия 2009 года с передней рукоятью и планками Пикатинни на ствольной коробке и цевье

Конструкция и принцип действия автомата wz.96 Beryl точно такие же, как в автомате Kbk wz. 88 Tantal, а основные отличия, вызванные использованием другого патрона, касались конструкции ствола, ствольной коробки, приклада, цевья, дульного устройства, прицельных приспособлений и магазина.
Более длинный ствол (457 мм) имел 6 правых нарезов с шагом 228 мм. Пламегаситель приспособлен для стрельбы винтовочными гранатами стандарта НАТО.
Ствольная коробка незначительно отличалась от ствольной коробки автомата kbk wz.88.
Накладка на газоотводную трубку и цевьё, также как и у wz.88 поздних выпусков, выполнены из пластмассы. Однако изменилась форма и исполнение цевья. В отличие от цевья, применяемого в вышеупомянутом Tantal, оно приобрело иную форму и получило диагональные ребра, для лучшего удержания оружия. Кроме этого, оно позволяет устанавливать 40-мм подствольный гранатомёт wz.1974 Pallad.
Металлический приклад, откидывающийся вправо к ствольной коробке, получил более прочную конструкцию рамочного типа, заимствованную у бельгийской штурмовой винтовки FN FNC. Затыльник приклада был оснащён резиновой накладкой, которая помогала частично гасить сильную отдачу при выстреле из подствольного гранатомёта.
Ударно-спусковой механизм с двусторонними органами управления остался прежним, он рассчитан на ведение одиночного, фиксированного по три выстрела и автоматического огня.
Для стабилизации оружия при стрельбе автоматическим огнём используется лёгкая металлическая двуногая сошка, надевающаяся на ствол.
На колодку прицела возможна установка специальной быстросъёмной планки (большой и малой)для монтажа разнообразных прицелов, таких как: ночной PCS-6, коллиматорный СК-3, оптический LKA-4 или ЛЦУ CWL-1.
Следующим этапом развития wz.96 Beryl стало создание укороченной версии. Новая модель укороченного автомата получила название «5,56 mm subkarabinek subkbk wz.96 Mini Beryl» (5,56-мм укороченный штурмовой карабин Mini-Beryl обр. 1996 г.)
Конструкция укороченного автомата wz.96 Mini-Beryl основывалась на конструкциях wz.89 Onyks и wz.96 Beryl, основные изменения коснулись ствола, муфты ствола и накладки, цевья, дульных и прицельных приспособлений.
Дульное устройство, внешне схожее с дульным устройством автомата wz.89 Onyks, имеет более глубокую резьбу для навинчивания на газовую камору, что несколько уменьшило объём камеры расширения. По периметру дульного устройства симметрично выполнены боковые отверстия (под разными углами). Газовая камора wz.96 Mini-Beryl отличается от газовой каморы wz.89 Onyks большей длиной в передней части, с резьбой, которая служит для крепления дульных приспособлений.
На колодку прицела Mini-Beryl возможна установка специальной быстросъёмной планки для монтажа разнообразных прицелов, как и на wz.96 Beryl.
Кроме того, для wz.96 Mini-Beryl был разработан специальный магазин ёмкостью 20 патронов (можно использовать и стандартные на 30 патронов).
Как и штурмовая винтовка wz.96 Beryl, wz.96 Mini-Beryl также был принят и в настоящее время состоит на вооружении Войска Польского, а также правоохранительных органов. Причём для последних (таких, как военная полиция) wz.96 Mini-Beryl в 2005 году был модифицирован, в ходе чего он получил новое цевьё, на котором были размещены по обеим сторонам универсальные планки Пикатинни (STANAG 2324), а также несъёмная тактическая рукоятка, кроме этого изменения были внесены в конструкцию пламегасителя и планки для размещения прицельных приспособлений.
В 2004 году, опираясь на опыт, полученный в ходе операций в Ираке, wz.96 Beryl был модернизирован.
В первую очередь это коснулось цевья, оно было снабжено пистолетной рукояткой (это должно было помочь при ношении оружия в руках во время пешего патрулирования). По бокам цевья были размещены направляющие Picatinny (в соответствии со стандартами НАТО), на которые было можно монтировать различные дополнительные приспособления (тактические фонари, лазерные целеуказатели и т. п.). А также новая версия имела складывающуюся мушку.
Модифицированная версия получила маркировку wz.2004 и была представлена как вооружение IV смены польского военного контингента в Ираке.
Штурмовые винтовки wz. 2004 были снабжены коллиматорными прицелами EOTech 552, а также новым прикладом, у которого можно было регулировать длину.
Кроме того, были сконструированы новые прозрачные магазины, чтобы можно было визуально контролировать расход боеприпасов.
В 2006 году был разработан и представлен новый прототип, получивший название 5,56-mm kbk wz.96/06 Beryl Commando. Новая штурмовая винтовка отличалась от wz.96 Beryl только укороченным стволом — 406 мм. Кроме этого, с учётом пожеланий бойцов специальных подразделений, прототип был снабжён складной мушкой.
Однако данная винтовка не поступила на вооружение Войска Польского и над ней продолжилась работа.
Позднее был представлен прототип, который, кроме укороченного ствола и складной мушки, имел изменённую конструкцию переводчика огня, который теперь мог быть переставлен на любую сторону ствольной коробки, в зависимости от стрелка.
В 2007 году была представлена очередная версия Beryl Commando.
Винтовка получила новый телескопический приклад, как на американских винтовках M4, а также новое цевьё, с тремя направляющими MIL-STD-1913 (две по бокам и одну по нижней кромке).
Применение нового цевья исключило возможность использование штатного подствольного гранатомёта Pallad, что дало толчок для разработки новой конструкции — GPBO-40.

## Страны-эксплуатанты
- Литва[1]
- Нигерия[2]
- Польша[3]
- Украина
- Афганистан

## Варианты
- Beryl — базовый вариант.
- Beryl Commando — вариант со стволом длиной 375 мм.
- Mini-Beryl — вариант со стволом длиной 235 мм.
- Radom-Sports (Beryl IPSC) — самозарядный гражданский вариант.
- Beryl M762 — экспортный вариант под патрон 7.62x39.